# Straße des 17. Juni

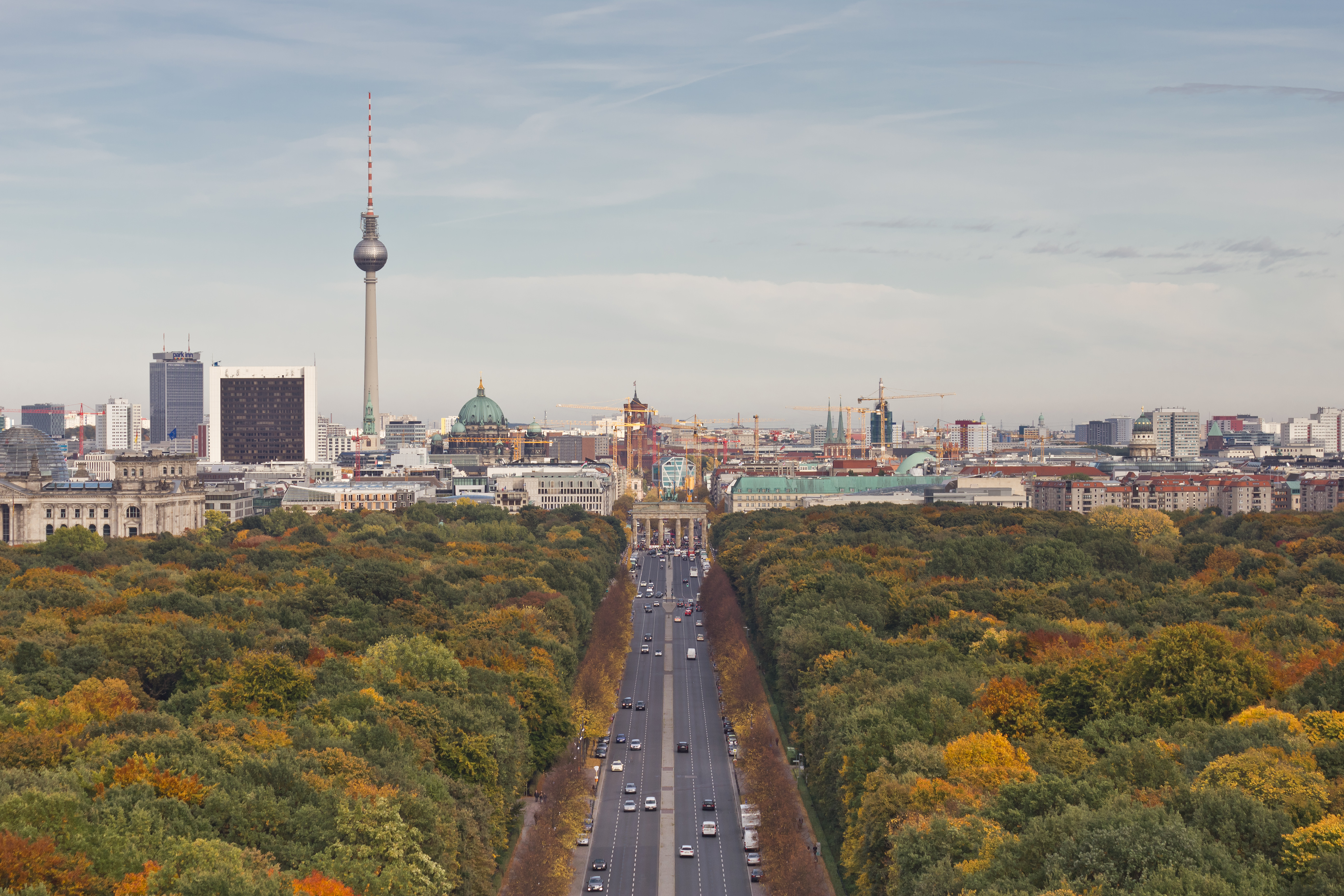
Vista del Tiergarten y del centro Berlín desde la Columna de la victoria.

La Straße des 17. Juni (Calle del 17 de junio) es una calle en el centro de Berlín, la capital de Alemania. Es una continuación al oeste de la calle Unter den Linden, corre del este al oeste desde Tiergarten, a lo largo de un parque al oeste del centro de la ciudad. En el extremo, al este está la Puerta de Brandemburgo y al oeste está la Ernst-Reuter-Platz en Charlottenburg. A mitad de camino en esta calle está la Columna de la victoria (1874). El Monumento de Guerra Soviético, construido en 1945, es la única gran estructura en el curso de la calle entre la puerta de Brandemburgo y la Columna de la Victoria.

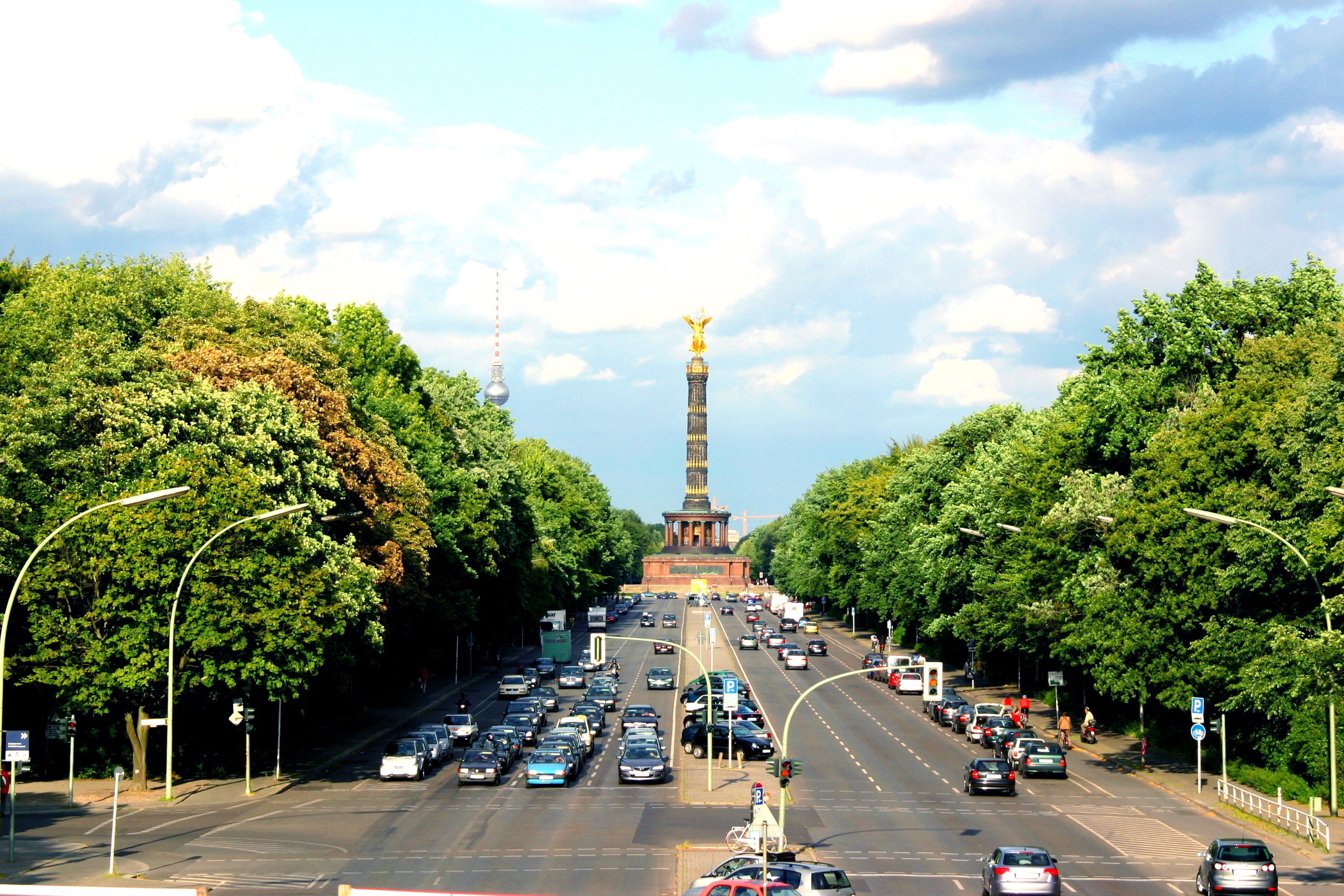

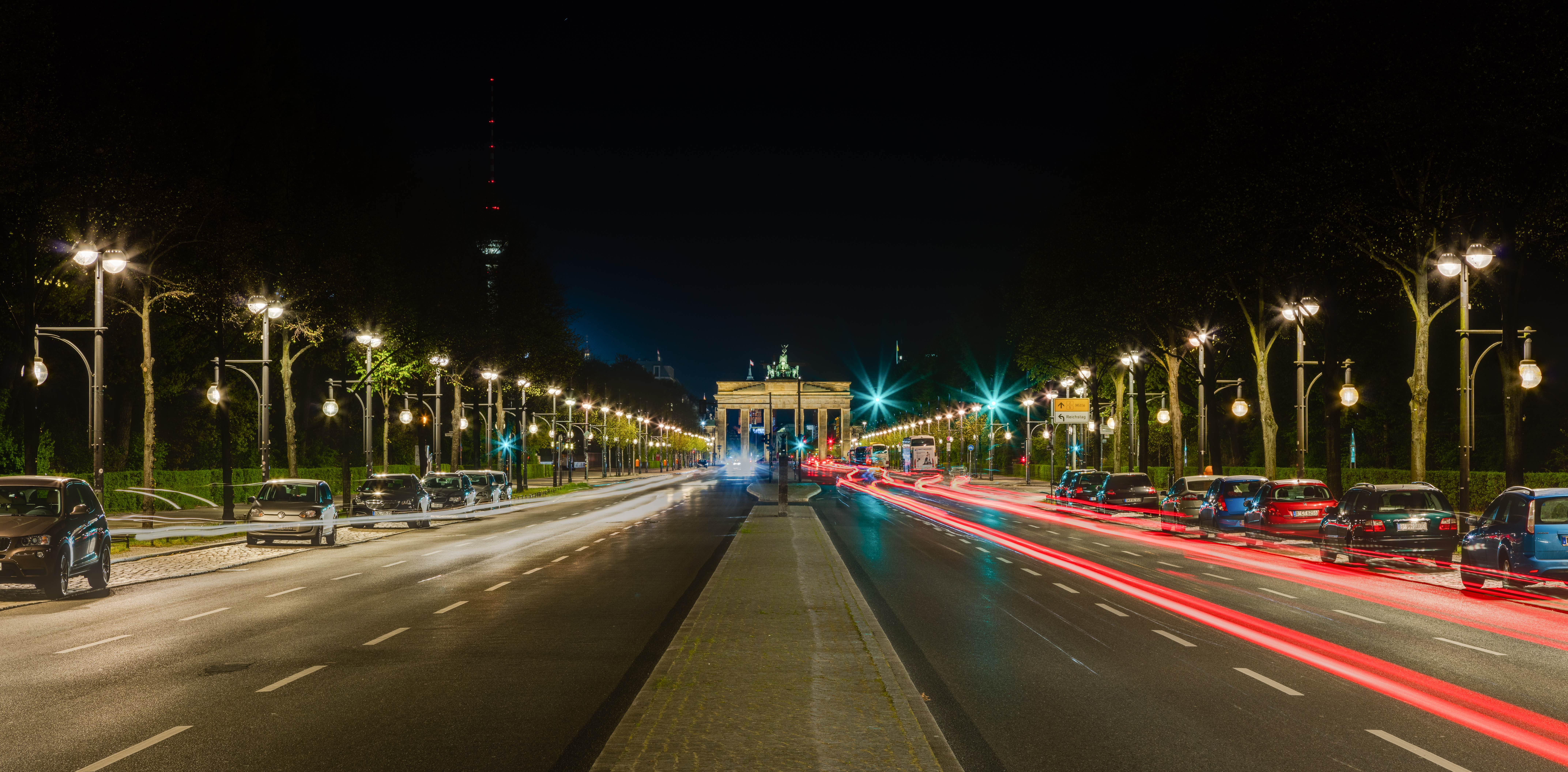
Vista nocturna hacia la Puerta de Brandeburgo.

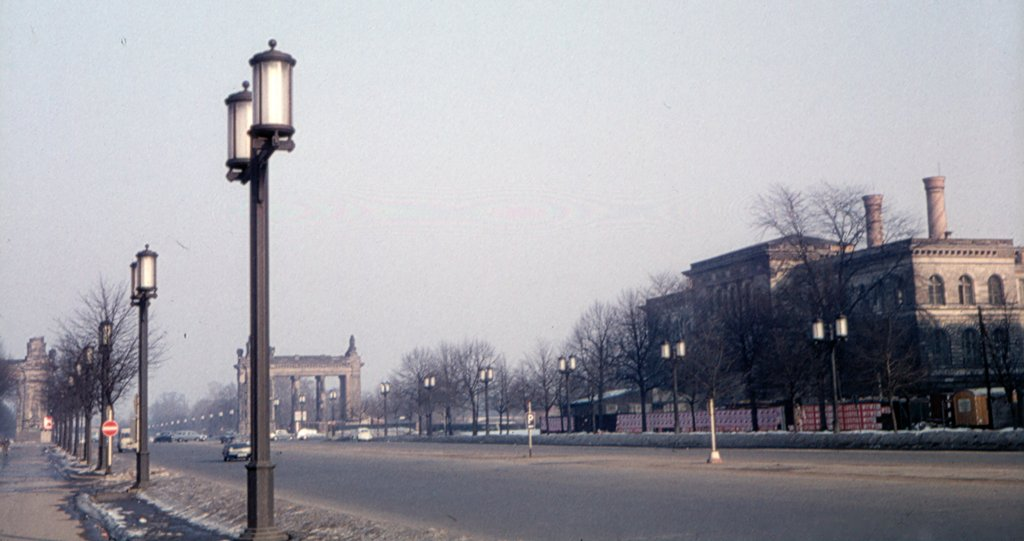
1965.

Antes de la Segunda Guerra Mundial la calle era conocida como Charlottenburger Chaussee, al ser la vía que conducía a Charlottenburg. Fue hecha en un camino en 1799 y debido al crecimiento rápido de Berlín en el siglo XIX se hizo mayor por las calles entrantes a ella desde los suburbios. Durante la Alemania nazi fue hecha parte de la Ost-West Achse (Eje Este-Oeste), una triunfal avenida alineada con banderas del partido Nazi. En las últimas semanas de la Segunda Guerra Mundial, durante la Batalla de Berlín cuando los aeropuertos de la ciudad no eran utilizables, la calle fue utilizada para el aterrizaje de aviones.
En 1953 la calle fue renombrada a Straße des 17. Juni en conmemoración del alzamiento de los berlíneses del este el 17 de junio de 1953. Durante el Muro de Berlín estuvo cortada por la muralla. Hoy la calle es un popular centro de recreo y sirve de  comienzo para el Maratón de Berlín.